# Madaya (Syrien)
Madaya (arabisch مضايا, DMG Maḍāyā) ist ein Ort im gleichnamigen syrischen Bezirk. Er liegt 40 km nordwestlich von Damaskus im Az-Zabadani-Distrikt im Gouvernement Rif Dimaschq. 2004 zählte der Ort Madaya etwa 9400, der gesamte Bezirk etwa 11.900 Einwohner. Der Ort liegt auf 1500 Meter Höhe. Madaya ist bekannt für sein Quellwasser, frisches Obst und gesundes Klima. Bis zum Ausbruch des syrischen Bürgerkriegs war es ein beliebter Ferienort.

## Belagerung im Bürgerkrieg
Seit dem Sommer 2015 wird Madaya, dessen Bevölkerung im Verlauf des syrischen Bürgerkriegs – vor allem durch Zuzug von Flüchtlingen aus dem ebenfalls belagerten Sitz der Verwaltung Az-Zabadani – laut unbestätigten Aussagen auf bis zu 40.000 Menschen anwuchs, von der mit dem syrischen Regierungschef Baschar al-Assad verbündeten Hisbollah belagert. Die in dem Dorf lebenden Menschen, größtenteils Zivilisten, sind „so gut wie von der Außenwelt abgeschlossen. Der Weg aus der Stadt ist auf der einen Seite vermint und von Scharfschützen versperrt, auf der anderen Seite kontrolliert die syrische Armee die Straßen und mit ihr verbündete Kämpfer der Hisbollah“. Der Syrienkoordinator des IKRK, Pawel Krzysiek, sprach bei seinem Besuch von einer Geisterstadt.
Laut der Syrischen Beobachtungsstelle für Menschenrechte starben bis Januar 2016 durch die Blockade der Hisbollah oder durch die Minen, die das Regime Assads um die Stadt herum gelegt hat, schon 23 Menschen. Der Menschenrechtsbeauftragte der Bundesregierung, Christoph Strässer, appellierte an die Verbündeten Assads, Russland und den Iran, für die Zulassung eines humanitären Zugangs.
Die Hilfsorganisation Ärzte ohne Grenzen zeigte sich als „extrem alarmiert“. In ihrer Stellungnahme verkündete die Organisation, dass in dem „Gefängnis unter freiem Himmel“ schon sechs Babys verhungert seien und es „keinen Weg hinein oder hinaus“ gäbe, „sodass die Menschen dem Tod überlassen sind“.
Im September 2016 „konnten die Menschen wieder mit Nahrung und Medikamenten versorgt werden“.